# Сражение в Яванском море
Сражение в Яванском море (англ. Battle of the Java Sea) — морское сражение, которое произошло 27 февраля 1942 года между флотом ABDA (Нидерланды, США, Великобритания и Австралия) и японским флотом в ходе Голландско-Ост-Индской операции.
К концу февраля 1942 года японцы уже захватили северную часть Малайского архипелага и готовились к захвату Явы, наиболее важного острова, на котором находилась столица Голландской Ост-Индии — Батавия.
Серьёзной проблемой союзников была катастрофическая нехватка авиации. По числу самолетов японцы превосходили противников более чем в 10 раз. 27 февраля американский авианосец «Лэнгли» с 40 истребителями на борту, на который возлагались большие надежды, был потоплен японцами южнее Чилачапа. В условиях отсутствия прикрытия с воздуха даже довольно многочисленный союзный флот был обречен на поражение.

## Состав соединений
Получив сведения о том, что японские конвои с десантом на Яву появились недалеко от острова, ударная эскадра союзников под командованием контр-адмирала Доормана вышла в море. Перед последним боем соединение имело в своем составе:
- 2 тяжёлых крейсера: американский «Хьюстон» и английский «Эксетер»;
- 3 лёгких крейсера: голландские «Де Рёйтер» (флагман) и «Ява», австралийский «Перт»;
- 9 эсминцев: голландские «Витте де Витт» и «Кортенар», английские «Юпитер», «Электра», «Энкаунтер», американские «Эдвардс», «Олден», «Форд» и «Пол Джонс»[1].

27 февраля в 16:10 головные британские эсминцы первыми увидели японцев. Японцы к этому времени благодаря своей разведывательной авиации уже знали точную позицию кораблей союзников. Состав японского соединения:
- лёгкий крейсер «Дзинцу», эсминцы «Юкикадзэ», «Токицукадзэ», «Амацукадзэ», «Хацукадзэ»;
- вторую группу составляли тяжёлые крейсеры «Нати» и «Хагуро», а также эсминцы «Усио», «Садзанами», «Ямакадзэ» и «Кавакадзэ».
- западнее двигалась третья колонна: лёгкий крейсер «Нака», а также эсминцы «Асагумо», «Минэгумо», «Мурасамэ», «Самидарэ», «Харусамэ» и «Юдати»[2].

## Сражение
В начале сражения, в 16:30 крейсер «Де Рёйтер» получил прямое попадание японского снаряда. Через некоторое время 6 японских эсминцев пошли в торпедную атаку. В 17:10 английский крейсер «Эксетер» получил прямое попадание 203-мм снаряда. 6 из 8 котлов крейсера оказались выведены из строя, погибло 14 человек. В 17:15 был торпедирован эсминец «Кортенар». Английские эсминцы пытались прикрыть отход поврежденного «Эксетера». Один из них — «Электра» серьёзно повредил один из кораблей противника, но сам получил значительные повреждения и затонул.
Основная часть эскадры на всех парах двинулась на восток, а затем повернула на север. Но японская авиация следила за передвижениями союзников, и как только их действия начали угрожать транспортам, на горизонте снова появились японские корабли. В 19:30 4 японских крейсера открыли огонь. В 20:10 контр-адмирал Доорман повернул своё соединение на юг, к Яве. В 21:30 английский эсминец «Юпитер» подорвался на голландском минном заграждении.
В 23:15 вновь появились японские тяжелые крейсеры. Возобновилась ожесточенная перестрелка, в ходе которой голландские крейсеры «Де Рёйтер» и «Ява» получили сначала артиллерийские, а затем и торпедные попадания и вскоре затонули. Своим последним приказом адмирал Доорман запретил подбирать экипажи «Де Рёйтера» и «Явы» дабы не подвергать опасности остатки своей эскадры.
Оставшиеся корабли Ударного соединения на полной скорости отошли в порт Таджунг-Приок (Батавия).
Так закончилось первое сражение в Яванском море. Союзники не смогли остановить конвои с японскими войсками, двигающиеся к Яве. Большая часть ударного соединения погибла. Погиб и контр-адмирал Доорман, командующий Ударным соединением. Японский же флот при этом не понёс значительных потерь.